# Lucienne Delyle
Lucienne Delyle, nata Lucienne Henriette Delache (Parigi, 16 aprile 1913 – Monte Carlo, 10 aprile 1962), è stata una cantante francese.
Dapprima farmacista, affascinata dalla musica francese del 1930, nel 1939 è ingaggiata da Jacques Canetti in una radio. Nel 1940 incontra il trombettista e arrangiatore Aimé Barelli, che diventerà suo marito e il suo miglior collaboratore. Dalla loro unione nasce una bambina che tenta una carriera nel mondo della musica, Minouche Barelli.
Dopo il grande successo de Mon amant de Saint-Jean, incisa nel 1942, Lucienne Delyle sarà molto popolare durante l'anno 1950. Nel 1953 Bruno Coquatrix la chiamerà per la riapertura del teatro Olympia.
La sua carriera declina alla fine degli anni '50, a causa di una leucemia. Lucienne Delyle farà l'ultima serie di concerti, in compagnia di suo marito, sulla scena del Bobino nel novembre 1960. Morì  il 10 aprile 1962 a Monte Carlo, nel Principato di Monaco.
Nel corso della sua carriera ha toccato quasi tutti i generi e gli stili, dalla canzone realistica al valzer musette, dalla canzone sentimentale a quella jazz, talvolta con sfumature esotiche. La sua voce languida, la tonalità calda e la precisa dizione ebbero un'influenza decisiva sulla musica francese.

## Discografia parziale

### 1939
- Sur les quais du vieux Paris (musica: Ralph Erwin - testo: Louis Poterat)
- Elle fréquentait la rue Pigalle (musica: Louis Maîtrier - testo: Raymond Asso), cantata anche da Édith Piaf.
- Prière à Zumba (Zumba) (musica: Agustín Lara - testo Francese: Jacques LaRue).
- Dans mon cœur (Hungarian Melody) (musica: Paolo Misraki - testo: André Hornez), dal film Ritorno all'alba

### 1940
- L'orgue chantait toujours (musica: Pierre Zeppelli - testo: Louis Poterat)
- La Java du bonheur du monde (musica: Marguerite Monnot - testo: Raymond Asso)
- Valse de minuit (Noche de ronda) (musica: Agustín Lara - testo Francese: Louis Poterat)
- C'est drôle (It's funny to everyone but me) (musica: Jack Lawrence - testo francese: Louis Poterat)
- Je crois aux navires (musica: Marguerite Monnot - testo: Jacques LaRue)

### 1941
- Le Paradis perdu (musica: Hans May - testo: Roger Ferney), dal film: Le paradis perdu
- Sixième étage (musica: George Van Parys - testo: Serge Veber)
- Le reste est sans importance (musica: Alex Siniavine - testo: Jacques LaRue)
- Y'a pas de refrain (musica: Marguerite Monnot - testo: Maurice Vandair)
- Viens demain (musica: Marcel Louiguy - testo: Jacques LaRue)
- Fumée (musica: Jean Jal - testo: Henry Bataille)

### 1942
- Mon amant de Saint-Jean (musica: Emile Carrara - testo: Leon Agel)
- Refrain sauvage (musica: Francis Lopez - testo: François Llenas - Pierre Hiégel)
- Nuages (musica: Django Reinhardt - testo: Jacque LaRue)
- J'ai tout gardé pour toi (musica: Johnny Hess - testo: Maurice Vandair)
- La Valse blonde (musica: Nady-Val - testo: Camille François)
- Tu m'oublieras (musica: José Sentis - testo: Roger Vaysse - Lucien Lagarde)
- Un toit qui penche (musica: Jean Lutèce - testo: Jacques LaRue)

### 1943
- Marie des anges (musica: Francis Lopez - testo: Jacques LaRue)
- Des mensonges (musica: Peter Kruder - testo: Bernard Sauvat)
- J'ai chanté sur ma peine (musica: Jacques Météhen - testo: Pierre Hiégel)

### 1944
- Malgré tes serments (I Wonder Who's Kissing Her Now) (musica: Joseph E. Howard - testo francese: Henri Christiné)
- Domingo (Domingo) (musica: Louis Gasté - testo Francese: Georges Bérard - Louis Gasté)
- Gitanella (musica: Quintin Verdu - testo: Jacques LaRue)
- L'Hôtel en face (musica: Marguerite Monnot - testo: Gine Money)

### 1946
- Embrasse-moi, chéri (musica: Aimé Barelli - testo: Jacques LaRue)
- Pour lui (musica: Aimé Barelli - testo: Henri Contet)
- Printemps (musica: Paul Durand - testo: Henri Contet)
- Valser dans l'ombre (musica: Charles Dumont - testo: Louis Poterat)

### 1947
- Les Quais de la Seine (musica: Jean Dréjac - André Lodge - testo: Jean Dréjac)
- Un ange comme ça (musica: Guy Magenta - testo: Daniel Hortis)

### 1948
- Bolero (musica: Paul Durand - testo: Henri Contet)

### 1949
- C'est un gars (musica: Pierre Roche - testo: Charles Aznavour)

### 1950
- Sous les ponts de Paris (musica: Vincent Scotto - testo: Jean Rodor), cantata anche da Léon Noël
- Telle que je suis (musica: Christian Jollet - testo: Roger Desbois)
- J'ai rêvé de vous, d'après (By the Sleepy Lagoon)  (musica: Eric Coates - testo Francese: Louis Hennevé)

### 1951
- Le Monsieur aux lilas (musica: Aimé Barelli - testo: Henri Contet)
- José le caravanier (musica: Guy Magenta - testo: Fernand Bonifay)

### 1952
- Charmaine (Valzer in La Maggiore, opus 39, "Poco Andante", 1880) (musica: Johannes Brahms - testo Francese: Louis Lemarchand - Fernand Vimont)
- C'est mon gigolo (Just a Gigolo) (musica: Leonello Casucci - testo Francese: André Mauprey)
- Si toi aussi tu m'abandonnes (High Noon) (musica: Dimitri Tiomkin - testo Francese: Henri Contet - Max François), dal film: “Mezzogiorno di fuoco“.
- Ça marche (duetto con Aimé Barelli) (musica: Aimé Barelli - testo: Henri Contet)

### 1953
- Jambalaya (Jambalaya (On the Bayou)) (musica: Hank Williams - testo Francese: Fernand Bonifay)
- Quel temps fait-il à Paris? (musica: Romans Alain - testo: Henri Contet)
- Domino (musica: Louis Ferrari - testo: Jacques Plante)
- Judas (Come Giuda) (musica: Giuseppe Fanciulli - testo Francese: Fernand Bonifay)
- Prenez mon cœur et mes roses (Lady of Spain) (musica: Tolchard Evans - testo Francese: Fernand Bonifay)

### 1954
- Kaïla (musica: Yvan Morice  - Jack Richemont - testo: Eddy Marnay)
- Mon petit copain perdu (musica e testo: Nicole Louvier)
- I love Paris (I love Paris) (musica: Cole Porter - testo Francese: Jacques LaRue)
- Mon cœur est un violon (musica: Miarka Laparcerie - testo: Jean Richepin)

### 1955
- Gelsomina (Gelsomina) (musica: Nino Rota - testo francese: Robert Chabrier), dal film La strada
- Un ange comme ça (musica: Guy Magenta - testo: Daniel Hortis)
- Le Rififi (musica: Philippe Gérard - testo: Jacques LaRue), dal film Rififi

### 1956
- Ça t'va bien (musica: Florence Véran - testo: Robert Gall)
- Java (musica: Emil Stern - testo: Eddy Marnay)
- Toi c'est vrai (musica: Noël Roux - testo: François Llénas)
- Hop digui-di (Hot Diggity (Dog Ziggity Boom)) (musica: Al Hoffman - Dick Manning - testo francese: Fernand Bonifay)
- Mon cœur se balade (musica e testo: M. Fontenay)
- Pour un dollar (musica: Guy Magenta - testo: Fernand Bonifay)
- Amour, castagnettes et tango (Hernando's Hideaway) (musica: Richard Adler e Jerry Ross - testo francese: François Llenas
- Mais le trompette... (musica: Aimé Barelli - Philippe Gérard - testo: Jacques LaRue)
- La Rose tatouée (The Rose Tattoo) (musica: Harry Warren - testo Francese: Henri Contet), dal film La rosa tatuata
- Sur ma vie (musica e testo: Charles Aznavour)
- Arrivederci Roma (Arrivederci Roma) (musica: Renato Rascel - testo Francese: Fernand Bonifay - Roland Berthier)
- Je me sens si bien (musica: Guy Magenta - testo: Fernand Bonifay)
- Fleur de mon cœur (musica: Florence Véran - testo: Raymond Bravard)

### 1957
- Mimi la rose (musica: Aimé Barelli - testo: Robert Chabrier)
- Tu n'as pas très bon caractère (Scapricciatiello) (musica: Fernando Albano - testo francese: Fernand Bonifay)
- Anastasia (Anastasia) (musica: Alfred Newman - testo francese: Pierre Delanoë), dal film Anastasia
- Accarezzame (Accarezzame) (musica: Pino Calvi - testo francese: Eddy Marnay)
- Paname (musica: Jo Moutet - testo: Robert Chabrier)
- Piano, piano (Piano, piano) (musica: Carlo Alberto Morelli - testo francese: Jacques LaRue)
- Ma p'tite polka (musica: Emil Stern - testo: Eddy Marnay)
- J'ai le béguin (musica: Aimé Barelli - testo: Robert Chabrier)

### 1958
- C'est ça la musique (musica e testo: Henri Salvador), cantata anche da Henri Salvador
- Merci Paris (musica: Aimé Barelli - testo: Robert Chabrier)
- Merci (L'Edera) (Savario Seracini - testo francese: Pierre Havet - Pierre Delanoë)
- Tu m' vas (musica e testo: M. Aldebert)
- Tu me donnes (Come prima) (musica: Alessandro Taccani - Enzo Di Paola - testo francese: Jacques LaRue)
- Dans le bleu du ciel bleu (Nel blu dipinto di blu) (musica: Domenico Modugno - testo francese: Jacques LaRue)

### 1959
- On n'a pas tous les jours vingt ans (musica: Léon Raiter - testo: Fernand Pothier)
- Les Roses blanches (musica: Léon Raiter - testo: Charles-Louis Pothier)
- Le Dénicheur (musica: Léo Daniderff - testo: Gilbert Agel - Léon Agel)
- Le Grand frisé (musica: Léo Daniderff - testo: Emile Ronn)
- Vous seul (My Own) (musica: Harold Adamson - testo francese: Henry Lemarchand - Didier Mauprey)
- Le tango nous invite (musica: André Verchuren - testo: Guy Favereau)
- Le Marchand de bonheur (musica: André Calvet - testo: Jean Broussolle)

### 1960
- De ton cœur à mon cœur (musica: Claude Mansard - testo: René Bravard)
- Les Amants du dimanche (musica: Marguerite Monnot - testo: Henri Contet)
- Rue de Siam (musica: Guy Magenta - testo: Jacques LaRue)
- Les Bleuets d'azur (musica: Guy Magenta - testo: Jacques LaRue)
- Pour lui (musica: Aimé Barelli - testo: Henri Contet)
- La Chapelle au clair de lune (In The Chapel In The Moonlight) (musica: Billy Hill - testo francese: Henri Varna - Léo Lelièvre)
- Les Amants du dimanche (musica: Marguerite Monnot - testo: Henri Contet)
- Fleur de souris (musica: André Lutereau - testo: Henri Contet)
- Bistrot (musica: Henri Segers - Jean Eigel - testo: Albert Dutrieux)
- Écoute ma rengaine (musica: Armand Canfora - testo: René Bravard)
- Ma gigolette (musica: Alex Alstone - Jimmy Kennedy - testo francese: Jean Constantin - Jean Guigo)
- Embrasse-moi (musica: Aimé Barelli - testo: Jacques LaRue)
- J'attendrai (Tornerai) (musica: Dino Olivieri - testo francese: Louis Poterat)
- Mon ange (musica: Bruno Coquatrix - testo: Jean Féline)
- Il ne faut pas briser un rêve (musica e testo: Jean Jal)
- Sur les quais du vieux Paris (musica: Ralph Erwin - testo: Louis Poterat)